# Wielka szóstka (film)
Wielka szóstka (oryg. Big Hero 6) – amerykański fantastycznonaukowy film animowany z 2014 roku na podstawie serii komiksów o grupie superbohaterów o tej samej nazwie wydawnictwa Marvel Comics. Za reżyserię odpowiadali Don Hall i Chris Williams na podstawie scenariusza Jordana Robertsa, Roberta L. Bairda i Dana Gersona. W oryginalnej wersji językowej głównym postaciom głosów użyczyli: Scott Adsit, Ryan Potter, Daniel Henney, T.J. Miller, Jamie Chung, Damon Wayans Jr., Genesis Rodriguez, James Cromwell, Alan Tudyk i Maya Rudolph.
Film opowiada historię Hiro Hamady, młodego geniusza robotyki oraz Baymaxa, robota medycznego stworzonego przez jego starszego, zmarłego brata, Tadashiego, którzy tworzą drużynę superbohaterów, aby pokonać zamaskowanego złoczyńcę odpowiedzialnym za śmierć Tadashiego.
Światowa premiera filmu Wielka szóstka miała miejsce 23 października 2014 roku podczas Międzynarodowego Festiwalu Filmowego w Tokio. W Polsce film zadebiutował 28 listopada. Wielka szóstka przy budżecie szacowanym na 165 milionów dolarów zarobiła prawie 658 milionów i otrzymała pozytywne oceny od krytyków. Film otrzymał Oscara za najlepszy pełnometrażowy film animowany. Jego serialowa kontynuacja, Wielka szóstka: Serial emitowana w latach 2017–2021 na kanale Disney XD. Ponadto w 2022 roku swoją premierę w serwisie Disney+ miał serial Baymax!.

## Obsada
| Polski dubbing |
| - Zbigniew Zamachowski jako Baymax - Jakub Zdrójkowski jako Hiro Hamada - Paweł Ciołkosz jako Tadashi Hamada - Eryk Lubos jako Fred - Małgorzata Biela jako To To - Wojciech Żołądkowicz jako Wasabi - Angelika Kurowska jako Honey Lemon - Krzysztof Stelmaszyk jako Robert Callaghan - Piotr Grabowski jako Alistair Krei - Ewa Konstancja Bułhak jako Cass |

- Scott Adsit jako Baymax, nadmuchiwany robot zbudowany przez Tadashiego jako asystent medyczny[3].
- Ryan Potter jako Hiro Hamada, genialny czternastolatek, który interesuje się robotyką. Jest bratem Tadashiego[3].
- Daniel Henney jako Tadashi Hamada, starszy brat Hiro, który stworzył Baymaxa[3].
- T.J. Miller jako Fred, fan komiksów, który jest maskotką zespołu w Instytucie Technologii San Fransokyo[3].
- Jamie Chung jako Go Go Tomago (pl. To To), wysportowana studentka, która specjalizuje się w elektromagnetyźmie[3].
- Damon Wayans Jr. jako Wasabi, sprytny i neurotyczny chłopak, który specjalizuje się w laserach[3].
- Genesis Rodriguez jako Honey Lemon, entuzjastka chemii w Instytucie Technologicznym San Fransokyo[3].
- James Cromwell jako Robert Callaghan, profesor, szef programu robotyki w Instytucie Technologicznym San Fransokyo, który staje się potężnym zamaskowanym superzłoczyńcą, który planuje zemstę na Kreim[3].
- Alan Tudyk jako Alistair Krei, przedsiębiorca, guru technologii i dyrektor generalny Krei Tech[3].
- Maya Rudolph jako Cass, ciocia i opiekunka Hiro i Tadashiego[3].

W filmie ponadto głosów użyczyli: Katie Lowes jako Abigail Callaghan, córka profesora Callaghana i pilot testowy w Krei Tech; Paul Briggs jako Yama (pl. Jama), przestępca, który ściga Hiro po tym, jak ten pokonał jego robota w nielegalnych walkach; David Shaughnessy jako Heathcliff, lokaj rodziny Freda; Daniel Gerson jako sierżant Policji San Fransokyo i Billy Bush jako prezenter wiadomości oraz w roli cameo twórca komiksów Marvel Comics, Stan Lee jako ojciec Freda.

## Produkcja

### Rozwój projektu
W 2009 roku, po przejęciu Marvel Entertainment przez The Walt Disney Company, Robert Iger zasugerował, aby stworzyć film na podstawie mniej znanego komisu wydawnictwa Marvel Comics. Don Hall natrafił na komiks Big Hero 6, o którym wcześniej nie słyszał. W 2011 roku przedstawił tę adaptację Johnowi Lasseterowi jako jeden z pięciu pomysłów filmu dla Walt Disney Animation Studios. 
W czerwcu 2012 roku oficjalnie poinformowano, że Walt Disney Animation Studios pracuje na filmem, który jest na wczesnym etapie produkcji. W maju 2013 roku potwierdzono, że Hall ma się zająć jego reżyserią oraz wyznaczono amerykańską datę premiery na 7 listopada 2014 roku. Pomimo że film był produkowany całkowicie przez studio animacyjne Disneya, to kilkoro przedstawicieli z Marvela było zaangażowanych w jego realizację. Byli to między innymi dyrektor kreatywny, Joe Quesada i szef Marvel Television, Jeph Loeb. W grudniu poinformowano, że Chris Williams będzie współreżyserem filmu, a Roy Conli został jego producentem. Scenariusz napisali: Jordan Roberts, Robert L. Baird i Dan Gerson. W lipcu Hall wyjawił, że film nie będzie miał związku z Filmowym Uniwersum Marvela.

### Casting
W lipcu 2014 roku poinformowano, że w filmie głosów użyczą: Maya Rudolph jako Cass, James Cromwell jako Robert Callaghan, Damon Wayans Jr. jako Wasabi, T.J. Miller jako Fred, Alan Tudyk jako Alistair Krei, Jamie Chung jako Go Go, Genesis Rodriguez jako Honey Lemon, Daniel Henney jako Tadashi, Ryan Potter jako Hiro i Scott Adsit jako Baymax.

### Prace nad animacją
Nad filmem pracowało około dziewięćdziesięciu animatorów przez dwa lata. Na potrzeby filmu stworzono fikcyjne miasto San Fransokyo, które jest połączeniem San Francisco i Tokio. Przy jego animacji połączono wpływy kultury japońskiej i kalifornijskiej. W komiksach akcja toczy się w Tokio, jednak studio zdecydował się na zmianę. Pomył filmowców zakładał, że San Fransokyo zostało zbudowane przez japońskich imigrantów na gruzach San Francisco zniszczonego w 1906 roku przez trzęsienie ziemi. Stworzono szczegółową cyfrową symulację miasta. Projekt ten zawierał ponad 83 tysiące budynków i 100 tysięcy pojazdów. Do tego celu studio zakupiło plany całego miasta i hrabstwa San Francisco.

## Muzyka
W kwietniu 2014 roku poinformowano, że Henry Jackman skomponuje muzykę do filmu. Fall Out Boy napisał na potrzeby filmu utwór „Immortals”, który został wydany 14 października 2014 roku. Album, Big Hero 6 Original Motion Picture Soundtrack, został wydany 4 listopada przez Walt Disney Records.
| Big Hero 6 Original Motion Picture Soundtrack – 2014 | Big Hero 6 Original Motion Picture Soundtrack – 2014 | Big Hero 6 Original Motion Picture Soundtrack – 2014 | Big Hero 6 Original Motion Picture Soundtrack – 2014 | Big Hero 6 Original Motion Picture Soundtrack – 2014 |
| Nr                                                   | Tytuł utworu                                         | Wykonawca                                            | Autor                                                | Długość                                              |
| ---------------------------------------------------- | ---------------------------------------------------- | ---------------------------------------------------- | ---------------------------------------------------- | ---------------------------------------------------- |
| 1.                                                   | „Immortals”                                          | Fall Out Boy                                         | P. Stump, P. Wentz, J. Trohman, A. Hurley            | 3:15                                                 |
| 2.                                                   | „Hiro Hamada”                                        |                                                      | H. Jackman                                           | 1:57                                                 |
| 3.                                                   | „Nerd School”                                        |                                                      | H. Jackman                                           | 2:12                                                 |
| 4.                                                   | „Microbots”                                          |                                                      | H. Jackman                                           | 1:46                                                 |
| 5.                                                   | „Tadashi”                                            |                                                      | H. Jackman                                           | 1:46                                                 |
| 6.                                                   | „Inflatable Friend”                                  |                                                      | H. Jackman                                           | 1:56                                                 |
| 7.                                                   | „Huggable Detective”                                 |                                                      | H. Jackman                                           | 1:35                                                 |
| 8.                                                   | „The Masked Man”                                     |                                                      | H. Jackman                                           | 1:29                                                 |
| 9.                                                   | „One of the Family”                                  |                                                      | H. Jackman                                           | 1:49                                                 |
| 10.                                                  | „Upgrades”                                           |                                                      | H. Jackman                                           | 2:27                                                 |
| 11.                                                  | „The Streets of San Fransokyo”                       |                                                      | H. Jackman                                           | 4:08                                                 |
| 12.                                                  | „To the Manor Born”                                  |                                                      | H. Jackman                                           | 1:15                                                 |
| 13.                                                  | „So Much More”                                       |                                                      | H. Jackman                                           | 3:01                                                 |
| 14.                                                  | „First Flight”                                       |                                                      | H. Jackman                                           | 2:35                                                 |
| 15.                                                  | „Silent Sparrow”                                     |                                                      | H. Jackman                                           | 4:39                                                 |
| 16.                                                  | „Family Reunion”                                     |                                                      | H. Jackman                                           | 2:39                                                 |
| 17.                                                  | „Big Hero 6”                                         |                                                      | H. Jackman                                           | 6:57                                                 |
| 18.                                                  | „I Am Satisfied with My Care”                        |                                                      | H. Jackman                                           | 5:29                                                 |
| 19.                                                  | „Signs of Life”                                      |                                                      | H. Jackman                                           | 1:14                                                 |
| 20.                                                  | „Reboot”                                             |                                                      | H. Jackman                                           | 1:48                                                 |
|                                                      |                                                      |                                                      |                                                      | 53:57                                                |

## Wydanie
Światowa premiera filmu Wielka szóstka odbyła się 23 października 2014 roku podczas Międzynarodowego Festiwalu Filmowego w Tokio. Pierwszy pokaz filmu w 3D miał miejsce 31 października podczas Abu Dhabi Film Festival.
Dla szerszej publiczności film zadebiutował 25 października w Rosji i na Ukrainie. 7 listopada pojawił się w Stanach Zjednoczonych, Kanadzie i Indiach. Od 14 listopada dostępny był w Meksyku. W Polsce zadebiutował 28 listopada. W grudniu pojawił się między innymi w Izraelu, Portugalii, Hiszpanii, Brazylii, Argentynie, Australii, Nowej Zelandii, Japonii i we Włoszech. W styczniu 2015 roku dostępny był w Szwecji, Wielkiej Brytanii, Turcji i Korei Południowej. W Chinach zadebiutował 28 lutego.

## Odbiór

### Box office
Film, mając budżet szacowany na 165 milionów dolarów, zarobił w weekend otwarcia w Stanach Zjednoczonych i Kanadzie przychód z kin wyniósł ponad 56 milionów dolarów. W sumie na świecie Wielka szóstka zarobiła prawie 658 milionów, z czego prawie 223 miliony ze Stanów Zjednoczonych i Kanady oraz ponad 3 miliony w Polsce.

### Krytyka w mediach
Film spotkał się z pozytywną reakcją krytyków. W serwisie Rotten Tomatoes 90% z 227 recenzji uznano za pozytywne, a średnia ocen wystawionych na ich podstawie wyniosła 7,4/10. Na portalu Metacritic średnia ważona ocen z 39 recenzji wyniosła 74 punkty na 100. Natomiast według serwisu CinemaScore, zajmującego się mierzeniem atrakcyjności filmów w Stanach Zjednoczonych, publiczność przyznała mu ocenę A w skali od F do A+.
Peter Debruge z „Variety” stwierdził, że „Don Hall i Chris Williams zapożyczają imiona postaci i kilka kluczowych szczegółów ze swojego źródła, [...] zapewniając atrakcyjne osobowości, jasną, żwawą animację, pozytywne lekcje życia i to coś, co wygląda światowy rekord w ilości przytulania w filmie o superbohaterach”. Dan Jolin z „Empire Magazine” ocenił, że filmie jest „duża ilość wizualnej werwy, energicznej akcji i postać tak cudownie zaprojektowanej jak Baymax”. Michael Rechtshaffen z „The Hollywood Reporter” napisał, że to „zabawna i wzruszająca opowieść o więzi między nastoletnim maniakiem technicznym a delikatnym robotem to kolejna propozycja Walt Disney Animation Studios, której nie można przegapić”. Michael O’Sullivan z „The Washington Post” stwierdził, że „prawdziwym urokiem Wielkiej Szóstki nie jest jego akcja. To serce głównego bohatera”. 
Łukasz Knap z portalu Filmweb ocenił, że „Wielka szóstka ma wszystko, żeby stać się nowym hitem Disneya: energię, humor, świeżość i bohaterów, za których trzyma się kciuki. To jeden z nielicznych filmów, który ze względu na fantastyczne efekty wizualne chciałbym zobaczyć jeszcze raz – w trójwymiarze”. Robert Skowroński z Onet.pl stwierdził, że „film może nie jest wielki, a i w szkolnej skali ocen nie zasługuje na szóstkę, ale potrafi dostarczyć sporo wrażeń, uczy też i bawi. A to chyba najważniejsze w tego typu produkcjach”. Dominika Pietraszek z tygodnika „Wprost” oceniła, że „Wielka szóstka to kolejny przykład na filmowy recykling pomysłów, zjawisko równie powszechne, co uciążliwe. Disney uległ modzie i stworzył coś na kształt animowanej wersji Avengersów, kopiując zarówno zalety pierwowzoru, jak i jego wady. Mimo wszystko produkcję tę można uznać za sukces wytwórni”.

### Nagrody i nominacje
| Rok  | Ceremonia                                          | Kategoria                                                                           | Nominowani | Rezultat  | Przypis      |
| ---- | -------------------------------------------------- | ----------------------------------------------------------------------------------- | --- | --------- | ------------ |
| 2014 | Golden Schmoes Awards                              | Najlepszy film animowany                                                            | Wielka szóstka | Nominacja | [ 31 ]       |
| 2014 | San Diego Film Critics Society Awards              | Najlepszy film animowany                                                            | Wielka szóstka | Nominacja | [ 32 ]       |
| 2014 | San Francisco Film Critics Circle                  | Najlepszy film animowany                                                            | Wielka szóstka | Nominacja | [ 33 ]       |
| 2014 | Toronto Film Critics Association Awards            | Najlepszy film animowany                                                            | Wielka szóstka | Nominacja | [ 34 ]       |
| 2014 | Southeastern Film Critics Association Awards       | Najlepszy film animowany                                                            | Wielka szóstka | Nominacja | [ 35 ]       |
| 2014 | St. Louis Film Critics Association                 | Najlepszy film animowany                                                            | Wielka szóstka | Nominacja | [ 36 ]       |
| 2014 | Washington DC Area Film Critics Association Awards | Najlepszy film animowany                                                            | Wielka szóstka | Nominacja | [ 37 ]       |
| 2014 | Women Film Critics Circle Awards                   | Najlepszy film familijny                                                            | Wielka szóstka | Wygrana   | [ 38 ]       |
| 2014 | Women Film Critics Circle Awards                   | Najlepszy animowana postać kobieca                                                  | Jamie Chung jako Go Go Tomago | Nominacja | [ 38 ]       |
| 2014 | Women Film Critics Circle Awards                   | Najlepszy animowana postać kobieca                                                  | Genesis Rodriguez jako Honey Lemon | Nominacja | [ 38 ]       |
| 2014 | Women Film Critics Circle Awards                   | Najlepsza kwestia w filmie                                                          | Wielka szóstka: „Stop Whining. Woman Up!” | Wygrana   | [ 38 ]       |
| 2014 | Chicago Film Critics Association Awards            | Najlepszy pełnometrażowy film animowany                                             | Wielka szóstka | Nominacja | [ 39 ]       |
| 2014 | Nevada Film Critics Society                        | Najlepszy film animowany                                                            | Wielka szóstka | Wygrana   | [ 40 ]       |
| 2014 | Phoenix Film Critics Society                       | Najlepszy film animowany                                                            | Wielka szóstka | Nominacja | [ 41 ]       |
| 2014 | Phoenix Film Critics Society                       | Najlepsza oryginalna piosenka                                                       | Fall Out Boy za „Immortals” | Nominacja | [ 41 ]       |
| 2015 | Nagroda Akademii Filmowej                          | Najlepszy pełnometrażowy film animowany                                             | Don Hall, Chris Williams, Roy Conli | Wygrana   | [ 42 ] [ 5 ] |
| 2015 | Nagroda Brytyjskiej Akademii Filmowej              | Najlepszy film animowany                                                            | Chris Williams, Don Hall | Nominacja | [ 43 ]       |
| 2015 | Saturn Awards                                      | Najlepszy film animowany                                                            | Wielka szóstka | Nominacja | [ 44 ]       |
| 2015 | Annie Awards                                       | Najlepszy pełnometrażowy film animowany                                             | Wielka szóstka | Nominacja | [ 45 ]       |
| 2015 | Annie Awards                                       | Najlepsze indywidualne osiągnięcie: efekty animowane                                | Michael Kaschalk, Peter DeMund, David Hutchins, Henrik Fält i John Kosnik                                                                        | Wygrana   | [ 45 ]       |
| 2015 | Annie Awards                                       | Najlepsze indywidualne osiągnięcie: konstrukcja postaci w animowanym filmie kinowym | Shiyoon Kim i Sang-Jin Kim | Nominacja | [ 45 ]       |
| 2015 | Annie Awards                                       | Najlepsze indywidualne osiągnięcie: montaż                                          | Tim Mertens | Nominacja | [ 45 ]       |
| 2015 | Annie Awards                                       | Najlepsze indywidualne osiągnięcie: reżyseria animowanej produkcji kinowej          | Chris Williams, Don Hall | Nominacja | [ 45 ]       |
| 2015 | Annie Awards                                       | Najlepsze indywidualne osiągnięcie: scenariusz                                      | Jordan Roberts, Robert L. Baird, Dan Gerson | Nominacja | [ 45 ]       |
| 2015 | Annie Awards                                       | Najlepsze indywidualne osiągnięcie: storyboarding                                   | Marc Smith | Nominacja | [ 45 ]       |
| 2015 | Golden Globe Awards                                | Najlepszy pełnometrażowy film animowany                                             | Wielka szóstka | Nominacja | [ 46 ]       |
| 2015 | Kids’ Choice Awards                                | Ulubiony film animowany                                                             | Wielka szóstka | Wygrana   | [ 47 ]       |
| 2015 | Satellite Awards                                   | Najlepszy film animowany lub łączący w sobie różne media                            | Chris Williams, Don Hall | Nominacja | [ 48 ]       |
| 2015 | Amerykańska Gildia Producentów Filmowych           | Najlepszy producent filmu animowanego                                               | Roy Conli | Nominacja | [ 49 ]       |
| 2015 | Amerykańskie Stowarzyszenie Montażystów            | Najlepszy montaż filmu animowanego                                                  | Tim Mertens | Nominacja | [ 50 ]       |
| 2015 | Denver Film Critics Society                        | Najlepszy film animowany                                                            | Wielka szóstka | Nominacja | [ 51 ]       |
| 2015 | North Carolina Film Critics Association            | Najlepszy film animowany                                                            | Wielka szóstka | Nominacja | [ 52 ]       |
| 2015 | Houston Film Critics Society Awards                | Najlepszy film animowany                                                            | Wielka szóstka | Nominacja | [ 53 ]       |
| 2015 | Iowa Film Critics Awards                           | Najlepszy film animowany                                                            | Wielka szóstka | Nominacja | [ 54 ]       |
| 2015 | Georgia Film Critics Association                   | Najlepszy film animowany                                                            | Wielka szóstka | Nominacja | [ 55 ]       |
| 2015 | Alliance of Women Film Journalists                 | Najlepszy film animowany                                                            | Wielka szóstka | Nominacja | [ 56 ]       |
| 2015 | Critics’ Choice Movie Awards                       | Najlepszy film animowany                                                            | Wielka szóstka | Nominacja | [ 57 ]       |
| 2015 | Golden Reel Awards                                 | Najlepszy montaż dźwięku w filmie animowanym                                        | Wielka szóstka | Wygrana   | [ 58 ]       |
| 2015 | Behind the Voice Actors Awards                     | Najlepsza główna męska rola głosowa w pełnometrażowym filmie animowanym             | Ryan Potter | Nominacja | [ 59 ]       |
| 2015 | Behind the Voice Actors Awards                     | Najlepsza główna męska rola głosowa w pełnometrażowym filmie animowanym             | Scott Adsit | Nominacja | [ 59 ]       |
| 2015 | Behind the Voice Actors Awards                     | Najlepsza drugoplanowa męska rola głosowa w pełnometrażowym filmie animowanym       | James Cromwell | Nominacja | [ 59 ]       |
| 2015 | Behind the Voice Actors Awards                     | Najlepsza drugoplanowa męska rola głosowa w pełnometrażowym filmie animowanym       | T.J. Miller | Nominacja | [ 59 ]       |
| 2015 | Behind the Voice Actors Awards                     | Najlepsza drugoplanowa kobieca rola głosowa w pełnometrażowym filmie animowanym     | Genesis Rodriguez | Nominacja | [ 59 ]       |
| 2015 | Behind the Voice Actors Awards                     | Najlepsza drugoplanowa kobieca rola głosowa w pełnometrażowym filmie animowanym     | Maya Rudolph | Nominacja | [ 59 ]       |
| 2015 | Behind the Voice Actors Awards                     | Najlepsza obada głosowa w pełnometrażowym filmie animowanym                         | Ryan Potter, Scott Adsit, Daniel Henney, Jamie Chung, Genesis Rodriguez, Damon Wayans Jr., T.J. Miller, Maya Rudolph, James Cromwell, Alan Tudyk | Nominacja | [ 59 ]       |
| 2015 | VES Awards                                         | Outstanding Animation in an Animated Feature Motion Picture                         | Don Hall, Chris Williams, Roy Conli, Zach Parrish                                                                                                | Wygrana   | [ 60 ]       |
| 2015 | VES Awards                                         | Outstanding Models in any Motion Media Project                                      | Brett Achorn, Minh Duong, Scott Watanabe, Larry Wu                                                                                               | Wygrana   | [ 60 ]       |
| 2015 | VES Awards                                         | Outstanding Created Environment in an Animated Feature Motion Picture               | Ralf Habel, David Hutchins, Michael Kaschalk, Olun Riley                                                                                         | Wygrana   | [ 60 ]       |
| 2015 | VES Awards                                         | Outstanding Effects Simulations in an Animated Feature Motion Picture               | Henrik Falt, David Hutchins, Michael Kaschalk, John Kosnik                                                                                       | Wygrana   | [ 60 ]       |
| 2015 | VES Awards                                         | Outstanding Animated Character in an Animated Feature Motion Picture                | Colin Eckart, John Kahwaty, Zach Parrish, Zack Petroc                                                                                            | Wygrana   | [ 60 ]       |

## Serialowe kontynuacje
W lutym 2015 roku Don Hall i Chris Williams poinformowali, że nie wykluczają powstania sequela filmu. W marcu 2016 roku ujawniono, że przygotowywany jest serial dla Disney XD, który ma kontynuować wątki rozpoczęte w filmie. Wielka szóstka: Serial zadebiutował 20 listopada 2017 roku. Powstały trzy jego sezony. Ostatni, 60 odcinek, wyemitowano 1 lutego 2021 roku. Swoje role z filmu powtórzyli: Scott Adsit jako Baymax, Ryan Potter jako Hiro, Jamie Chung jako Go Go, Genesis Rodriguez jako Honey Lemon, Maya Rudolph jako Cass, Alan Tudyk jako Alistair Krei i David Shaughnessy jako Heathcliff. Khary Payton i Brooks Wheelan zastąpili Damona Wayansa Jr. i T.J. Millera jako głosy Wasabiego i Freda.
W grudniu 2020 roku został zapowiedziany serial dla Disney+ pod tytułem Baymax!, który miał premierę w 2022 roku.